# Wienerfilharmonikernas nyårskonsert 1956
Wienerfilharmonikernas nyårskonsert 1956 räknas som den 16:e nyårskonserten från Wien och ägde rum den 1 januari 1956 i Wiens Musikverein. Den dirigerades för andra gången av Willi Boskovsky.

## Historia
Strikt räknat var det Wienerfilharmonikernas elfte nyårskonsert, eftersom det inte var förrän 1946 som Josef Krips introducerade denna titel, som behölls 1947 och därefter. Dessutom var det den 17:e Årsskifteskonserten, för vid årsskiftet 1939/40 gavs det en Außerordentliches Konzert (extraordinär konsert) av Wienerfilharmonikerna, som dock ägde rum på nyårsafton 1939. Från 1941 dirigerades den av Clemens Krauss, med undantag för åren 1946 och 1947 då Krauss förbjöds att dirigera på grund av sin närhet till nazistregimen och ersattes av Josef Krips.
Efter Clemens Krauss död 1954 valdes Willi Boskovsky enhälligt av orkestermedlemmarna till positionen som permanent dirigent för Nyårskonserten, som han dirigerade för första gången 1955 (och fram till 1979). Willi Boskovsky är ihågkommen för att han dirigerade om inte hela, så åtminstone stora delar av konserten (mestadels valserna), med violinstråken och fiolen vilande på höften och upprepade gånger med sitt fiolspel förmådde orkestern att anamma hans speciella spelstil
förde den till hakan för att överföra sin egen violinrelaterade fart till orkestern.

## Program
Programmet innehöll endast verk som redan hade varit en del av tidigare nyårskonserter med Wienerfilharmonikerna.
- Josef Strauss: Aquarellen (vals), op. 258
- Josef Strauss: Ohne Sorgen (Polka mazur), op. 282
- Johann Strauss den yngre: Neue Pizzicato-Polka, op. 449
- Johann Strauss den yngre: Egyptischer Marsch, op. 335
- Johann Strauss den yngre: I-Tipferl-Polka, op. 377
- Josef Strauss: Dorfschwalben aus Österreich (vals), op. 164, arrangerad av J. Lehnert
- Josef Strauss: Jockey-Polka (schnell), op. 278
- Josef Strauss: Transactionen. (vals), op. 184
- Josef Strauss: Plappermäulchen. (Polka schnell), op. 245
- Johann Strauss den yngre: Csárdás ur operan Ritter Pásmán, op. 441
- Johann Strauss den yngre: Unter Donner und Blitz (Polka schnell), op. 324
- Johann Strauss den yngre: Ouvertyr till operetten Die Fledermaus

Verkförteckningen och verkens ordning finns på Wienerfilharmonikernas webbplats.